# Soultrane
Soultrane ist ein Jazz-Album von John Coltrane, das von Rudy Van Gelder am 7. Februar 1958 aufgenommen
und durch Prestige Records veröffentlicht wurde.

## Das Album
In der kurzen Zeit von 1957 bis 1958, als John Coltrane bei dem Plattenlabel Prestige unter Vertrag stand, wirkte er an einer Vielzahl von Plattensessions mit, unter ihnen allein etwa 15 unter eigenem Namen, beginnend mit der im März 1957 aufgenommenen LP Dakar bis zum (im Juli und Dezember 1958) entstandenen Album Bahia. Unter diesen zahlreichen Prestige-Alben ragen nach Ansicht der Jazzkritiker Richard Cook und Brian Morton insbesondere Traneing In (PR 7123, aufgenommen im August 1957) und Soultrane heraus, die der Saxophonist mit dem Red-Garland-Trio aufnahm, zu dem der Bassist Paul Chambers und der Schlagzeuger Art Taylor gehörten. Coltrane, Garland und Chambers waren zu dieser Zeit auch Mitglieder des Miles-Davis-Sextetts (Milestones).
Soultrane beginnt mit dem Tadd-Dameron-Klassiker „Good Bait“, den Coltrane schon in seiner Zeit bei Dizzy Gillespie gespielt hatte. Nach Vorstellung des Themas hebt der Saxophonist zu einem längeren Solo an, bei dem er seine Chorusse in Stufen aufbaut. Danach schließt sich Red Garlands solistischer Beitrag an; es folgt Paul Chambers’ Bass-Solo in Pizzicato-Spielweise. Bevor das Thema wiederkehrt, haben Coltrane und Art Taylor ein viertaktiges Wechselspiel.
John Coltrane betont auf emotionale Weise die Balladenqualität des Billy-Eckstine-Titels „I Want to Talk About You“ aus der Mitte der 1940er Jahre, der bis zu diesem Zeitpunkt selten gespielt worden war. Dabei transformiert Coltrane den romantischen Gesangsstil Eckstines auf das Tenorsaxophon. Auch Garlands gedehntes Solospiel und ein gezupftes Solo von Chambers betonen die romantische Blue-Stimmung des Titels.
Der Broadway-Standard „You Say You Care“ stammt aus der Feder von Jule Styne und Leo Robin und wurde hier nach Meinung von Ira Gitler (in den Liner Notes) zum ersten Mal in einem Jazzkontext gespielt. Coltrane beeindruckt durch die Akkordwechsel in dem swingenden Stück im mittleren Tempo. Red Garland spielt ein für ihn typisches flüssiges Solo im single notes-Stil, gefolgt von Paul Chambers’ solistischem Beitrag, bis wieder das Thema einsetzt.
Das „Theme for Ernie“ widmete der – ebenso wie Coltrane – aus Philadelphia stammende Gitarrist Fred Lacey dem Saxophonisten Ernie Henry, der kurz zuvor im Dezember 1957 plötzlich verstorben war; Coltrane spielt das Stück ohne größere Abweichungen von der Melodie, füllt es aber mit einem Hauch an Melancholie und Erinnerung. Garland und Coltrane teilen sich den letzten Chorus.
Das Album schließt mit Irving Berlins Komposition „Russian Lullaby“. Die Coltrane-Biographen Filtgen und Außerbauer sprechen hier die „Fähigkeit Coltranes an, in rascher Folge sehr viele Noten in einen Takt einzugeben und damit Spannung zu erzeugen.“ Nach einer lieblichen Eröffnung durch Garland „bläst Coltrane urgewaltig mit expressivem Klang.“

## Bewertung des Albums
Richard Cook und Brian Morton, die in ihrem Penguin Guide to Jazz das Album Soultrane mit der zweithöchsten Bewertung auszeichneten, sehen das Album im Kontext der Aufnahmebedingungen bei Prestige Records als ein „exzellentes Album“ an. Das hier erstmals ins Coltrane-Repertoire eingeführte „I Want to Talk About You“ wurde zu einem der bevorzugten Standards des Saxophonisten.

## Die Titel
- John Coltrane & Red Garland Trio – Soultrane (Prestige P 7142/OJC-021)

1. Good Bait (Dameron/Basie) 12:26
2. I Want to Talk About You (Billy Eckstine) 11:10
3. You Say You Care (Styne/Robin) 6:25
4. Theme for Ernie (Fred Lacey) 5:03
5. Russian Lullaby (Irving Berlin) 5:42